# Asia Rugby Women's Championship 2015
El Asia Rugby Women's Championship del 2015 fue la octava edición del torneo femenino de rugby.
El ganador del torneo fue la selección de Japón, quienes obtuvieron su primer título en la competición.

## Equipos participantes
- Selección femenina de rugby de Hong Kong
- Selección femenina de rugby de Japón
- Selección femenina de rugby de Kazajistán

## Desarrollo
| Pos. | Equipo     | Encuentros | Encuentros | Encuentros | Encuentros | Tantos  | Tantos    | Tantos     | Puntos Bonus | Puntos Totales |
| Pos. | Equipo     | jugados    | ganados    | empatados  | perdidos   | a favor | en contra | diferencia | Puntos Bonus | Puntos Totales |
| ---- | ---------- | ---------- | ---------- | ---------- | ---------- | ------- | --------- | ---------- | ------------ | -------------- |
| 1    | Japón      | 2          | 2          | 0          | 0          | 54      | 24        | + 30       | 0            | 8              |
| 2    | Kazajistán | 2          | 1          | 0          | 1          | 52      | 27        | + 25       | 1            | 5              |
| 3    | Hong Kong  | 2          | 0          | 0          | 2          | 12      | 67        | - 55       | 0            | 0              |

### Partidos
| 25 de abril | Kazajistán | 40 - 0 | Hong Kong |  |  |

| 9 de mayo | Japón | 27 - 12 | Kazajistán |  |  |

| 23 de mayo | Hong Kong | 12 - 27 | Japón |  |  |

| Bandera de Japón |
| Campeón Japón    |
| Primer título    |